# Józef Drzewicki (nauczyciel)
Józef Drzewicki (ur. 14 marca 1846 w Żołyni, zm. 20 lutego 1892 we Lwowie) – polski nauczyciel.

## Życiorys
Urodził się 14 marca 1846 w Żołyni. Był synem Dionizego (wzgl. Dominika) i Honoraty z domu Dziurzyńskiej.
W rodzinnej miejscowości ukończył szkołę ludową. Według Józefa Stachowicza brał udział w powstaniu styczniowym 1863, za co został zesłany przez Rosjan na Syberię, po czym na łyżwach uciekł z Chin, a stamtąd na ziemie polskie. Kształcił się w C. K. I Gimnazjum w Rzeszowie, gdzie 18 września 1868 zdał egzamin dojrzałości. Od 1868 do 1872 odbył studia na Wydziale Filozoficznym Uniwersytetu Lwowskiego o specjalności historii i geografii pod opieką naukową prof. Ksawerego Liskego i prof. Henryka Zeissberga.
Został nauczycielem i od 1871 pracował jako egzaminowany zastępca nauczyciela w C. K. Wyższej Szkole Realnej we Lwowie. Uczył tam historii, geografii, języka polskiego, historii kraju rodzinnego. W roku szkolnym 1878/1879 w charakterze zastępcy nauczyciela został przeniesiony do C. K. Gimnazjum im. Franciszka Józefa we Lwowie. Uczył tam historii, geografii, języka polskiego. 1 lipca 1879 zdał nauczycielski egzamin podstawowy w zakresie historii i geografii.
Reskryptem C. K. Ministra Wyznań i Oświecenia z 9 sierpnia 1881 został mianowany nauczycielem rzeczywistym w C. K. Gimnazjum w Sanoku. W szkole uczył geografii, historii powszechnej, języka niemieckiego, historii kraju rodzinnego oraz był zawiadowcą biblioteki. Reskryptem C. K. Rady Szkolnej Krajowej z 14 września 1884 został zatwierdzony stale w zawodzie nauczycielskim i otrzymał tytuł c. k. profesora. Do czasu wyjazdu z Sanoka pełnił mandat tamtejszej Rady Miejskiej.
Reskryptem C. K. Ministra Wyznań i Oświecenia z 24 sierpnia 1891 został przeniesiony z Sanoka do Lwowa i mianowany nauczycielem rzeczywistym w C. K. Wyższej Szkole Realnej we Lwowie. Był cenionym pedagogiem, uczniowie szanowali szczególnie jego wykłady historii polskiej. Poza pracą nauczycielską udzielał się w działalności obywatelskiej. Był delegatem Macierzy Szkolnej dla Księstwa Cieszyńskiego. Od założenia pod koniec lat 80. był członkiem sanockiego gniazda Polskiego Towarzystwa Gimnastycznego „Sokół”.
We Lwowie zamieszkiwał przy ulicy Zielonej. Zmarł 20 lutego 1892 w tym mieście w wyniku choroby płuc. Jego śmierć odbiła się echem w kołach oświatowych. Został pochowany na Cmentarzu Łyczakowskim we Lwowie 24 lutego 1892 przy licznym udziale uczestników, w tym wielu swoich wychowanków. Był żonaty z Wandą Weroniką Drzewicką (córka Albina Pietraszkiewicza – adjunkta magistratu we Lwowie, zmarła w Sanoku 10 lutego 1889 w wieku 39 lat). Jego matka zmarła w 1890.

## Publikacje
- Przemowa... na uroczystym wieczorku 12 września 1883 w 200-letnią rocznicę „Odsieczy wiedeńskiej”. Wydana staraniem uroczystość tę w Sanoku urządzającego komitetu (1883)[18][a]
- Stosunek Polski do Niemiec aż do r. 1000 po Chr. Studyum krytyczne przez.. (1882)[19]
- Stosunek Polski do Niemiec aż do r. 1000 wyłącznie po Chr. (dokończenie) (1883)[20][b]